# Mineralogische Kring Antwerpen v.z.w.
De Mineralogische Kring Antwerpen v.z.w. (MKA), is een vereniging die is opgericht in 1963, met als doelstelling de verbreiding van de belangstelling voor de mineralogie onder amateurs. 

## Geonieuws
Geonieuws is het tijdschrift van de Mineralogische Kring Antwerpen. Het verschijnt 10x per jaar. Elke jaargang omvat ruim 200 bladzijden vulgariserende of wetenschappelijke artikels omtrent alle aspecten van de mineralogie. Geonieuws streeft naar een evenwicht tussen hobby en wetenschappelijke interesse. Geonieuws verschijnt ook digitaal en in kleur (zie website MKA).

## Minerant
De MKA organiseert jaarlijks een internationale mineralen- en fossielenbeurs, te Antwerpen. 